# Colchagua (tỉnh)
Tỉnh Colchagua là một tỉnh ở miền trung Chile, ở vùng O'Higgins, phía bắc giáp tỉnh Cachapoal, phía đông giáp Cộng hòa Argentina, phía nam là tỉnh Curicó, và phía tây là tỉnh Cardenal Caro. Tỉnh lỵ là San Fernando.

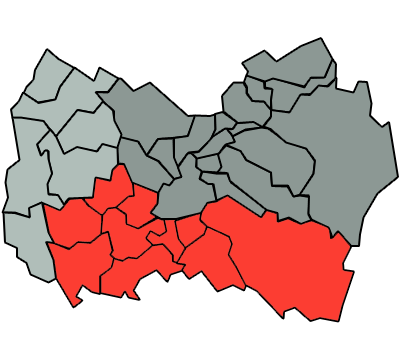
Vị trí tỉnh Colchagua trong vùng O'Higgins của Chile

Tỉnh này có diện tích 5.678 km² và dân số theo điều tra năm 2002 là 182.330 người. Các sông chính là sông Rapel và chi lưu của nó là Tinguiririca.

## Các đô thị
Tỉnh này bao gồm 10 10 đô thị (comunas):
| - Chépica - Chimbarongo - Lolol - Nancagua | - Palmilla - Peralillo - Placilla - Pumanque | San Fernando Santa Cruz |  |